# صوفيا آن كاروسو
صوفيا آن كاروسو (بالإنجليزية: Sophia Anne Caruso)‏ هي ممثلة أمريكية، ولدت في 11 يوليو 2001 في سبوكين في الولايات المتحدة.

## وصلات خارجية
- الموقع الرسمي
- صوفيا آن كاروسو على موقع IMDb (الإنجليزية)
- صوفيا آن كاروسو على موقع قاعدة بيانات برودواي على الإنترنت (الإنجليزية)
- صوفيا آن كاروسو على موقع قاعدة بيانات الفيلم (الإنجليزية)